# Declan Rice
Declan Rice (Londra, 14 gennaio 1999) è un calciatore inglese, centrocampista o difensore dell'Arsenal e della nazionale inglese, della quale è vice-capitano e con cui è diventato vicecampione d'Europa nel 2021 e nel 2024.

## Biografia
Nato in Inghilterra da una famiglia di origini irlandesi, ha due fratelli maggiori di nome Connor e Jordan.

## Caratteristiche tecniche
Declan Rice è cresciuto nelle academy londinesi giocando come centrocampista, con compiti principalmente difensivi. Tuttavia, questo non lo ha privato della possibilità di rendersi noto anche nel ruolo di difensore centrale (durante la sua prima stagione da professionista) e in quello di mezzala di sinistra in un centrocampo a 3 all'Arsenal. 
Dotato di grande elasticità fisica e tanto fiato, si è distinto nel corso degli anni per la quantità di campo ricoperto per 90 minuti, per la sua duttilità. Nei suoi anni al West Ham, ha scalato le classifiche nazionali e europee per statistiche nel campo

## Carriera

### Club

#### West Ham Utd

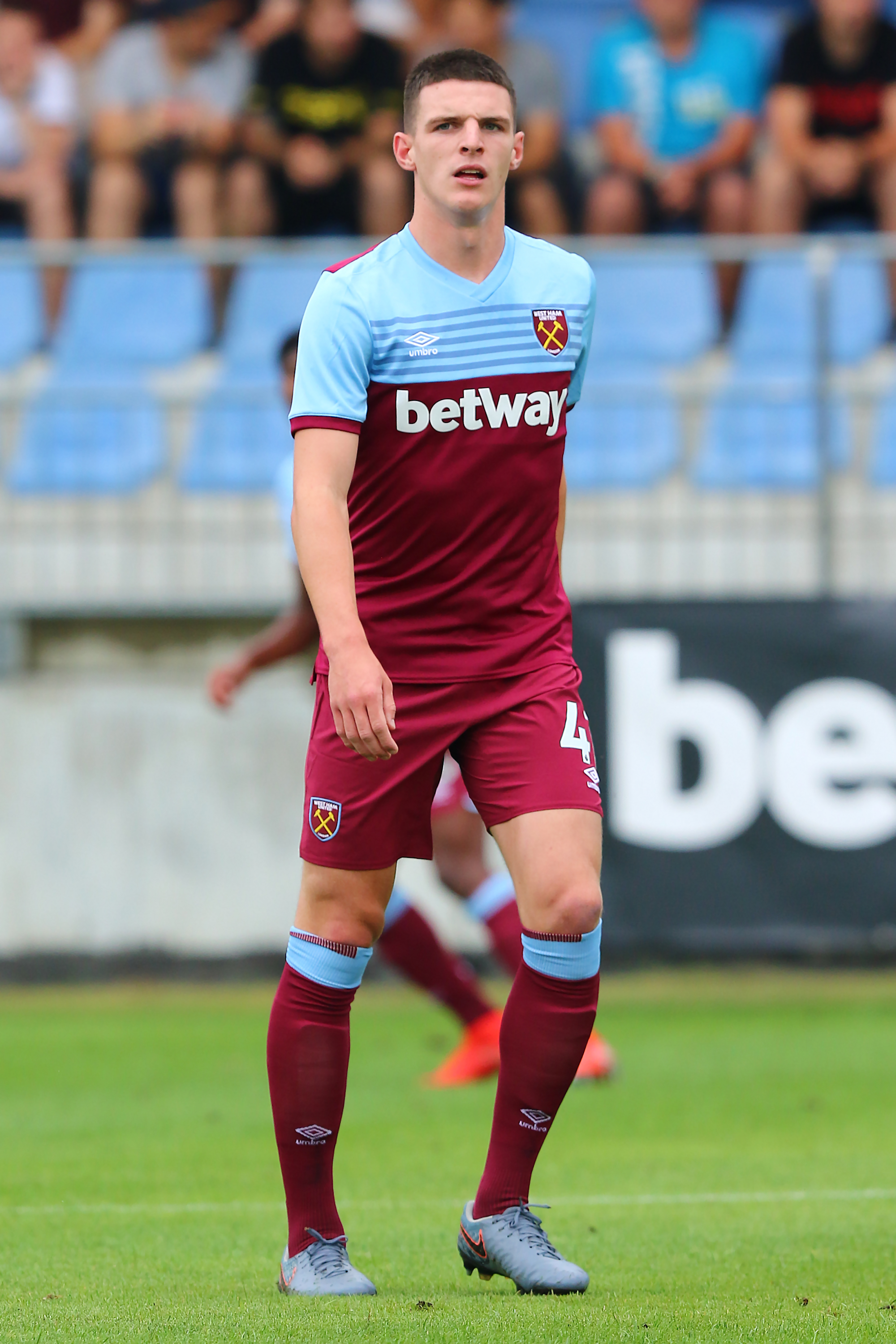
Rice con il nel 2019.

Dopo essere cresciuto nei settori giovanili di Chelsea e West Ham Utd, con quest'ultimo club esordisce tra i professionisti il 21 maggio 2017, in occasione dell'ultima giornata di campionato, subentrando a Edimilson Fernandes nei minuti di recupero del match vinto per 2-1 contro il Burnley. Quella sarà la sua unica presenza in stagione, mentre dall'anno successivo trova molto più spazio diventando titolare degli Hammers a partire dal girone di ritorno. Segna il suo primo gol per i londinesi il 12 gennaio 2019, nella gara casalinga di Premier League contro l'Arsenal, decidendo così la partita con il risultato finale di 1-0.
Nella stagione 2020-2021 ha rivestito numerose volte la fascia da capitano del West Ham, anche grazie alle tante assenze della leggenda del club Mark Noble. Dopo il ritiro di quest'ultimo, diventa ufficialmente il nuovo capitano della squadra insieme ad Angelo Ogbonna. Nei due anni successivi arriva a traguardi di grande prestigio nelle coppe europee, come la semifinale di Europa League nel 2022, poi persa contro l'Eintracht Francoforte, e la vittoria l'anno successivo, della Conference League nel 2023 contro la Fiorentina. La finale europea, sarà poi l'ultima con la maglia degli Hammers lasciando il club dopo ben dieci anni, contando anche le giovanili, con 245 presenze e 15 reti messe a segno.

#### Arsenal

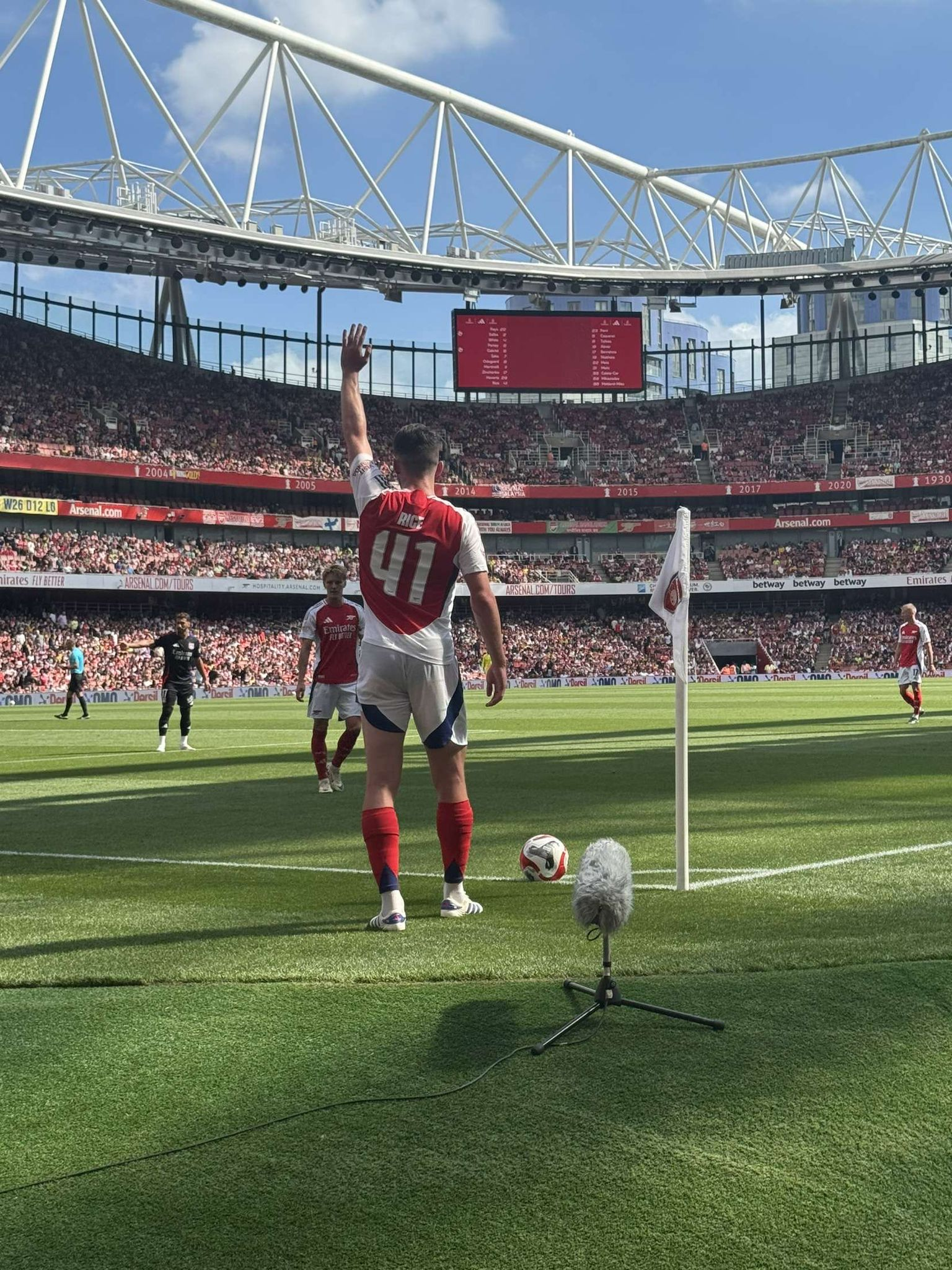
Rice si appresta a battere un calcio d'angolo all'Emirates, 2024

Il 15 luglio 2023 viene ufficializzato il suo passaggio all'Arsenal per 116,6 milioni di euro, che ne fanno il decimo trasferimento più costoso di sempre nonché l'acquisto più costoso nella storia del club londinese. Il successivo 6 agosto, ha debuttato con i Gunners in Community Shield da titolare contro il Manchester City, vincendo il suo primo trofeo con la nuova maglia. Sei giorni più tardi, esordì anche in campionato nella vittoria casalinga contro il Nottingham Forest, per 2-1. Il 3 settembre, realizza la sua prima rete con la nuova maglia, siglando al 96' minuto il gol del vantaggio nel match contro il Manchester United (3-1).
L'8 aprile 2025, in occasione della gara d'andata dei quarti di finale di Champions League, realizza una doppietta su calcio di punizione (i primi due segnati in carriera) contro il Real Madrid in uno storico successo dei Gunners per 3-0.

### Nazionale

#### Nazionale irlandese
In possesso della cittadinanza irlandese grazie alle origini dei nonni, nati a Cork, dopo avere rappresentato le nazionali giovanili, il 23 marzo 2018 ha debuttato con la nazionale maggiore irlandese, in occasione dell'amichevole persa per 1-0 contro la Turchia. Successivamente ha disputato da titolare altre due amichevoli, una con la Francia e una contro gli Stati Uniti.

#### Nazionale inglese
Nell'agosto 2018 il suo comportamento è stato oggetto di discussione per la stampa: secondo alcune fonti, la nazionale maggiore inglese si era messa in contatto con lui per convincerlo a giocare con i Tre Leoni. Il comportamento di Rice non è stato visto di buon occhio dal commissario tecnico dei verdi Martin O'Neill, che ha deciso di non convocarlo ulteriormente. A novembre O'Neill si è dimesso ed è stato sostituito da Mick McCarthy; con quest'ultimo Rice ha avuto un colloquio un mese dopo, in cui gli è stato proposto di giocare per l'Irlanda e di diventarne (in futuro) capitano.
Tuttavia Rice ha declinato l'offerta e il 13 febbraio 2019 ha pertanto dichiarato che avrebbe accettato eventuali convocazioni dall'Inghilterra. Un mese esatto dopo arriva per lui la prima convocazione da parte della nazionale dei Tre Leoni in occasione delle sfide di qualificazione a EURO 2020 contro Repubblica Ceca e Montenegro. Il 22 marzo, alla prima occasione utile, debutta con la selezione inglese in occasione del 5-0 contro la Repubblica Ceca rilevando al 63' Dele Alli. Diventa così il secondo giocatore dopo Jack Reynolds ad avere giocato sia per l'Inghilterra che per l'Irlanda.
Il 18 novembre 2020 segna la sua prima rete con la selezione inglese nel successo per 4-0 contro l'Islanda in Nations League.
Il 1º giugno 2021 viene convocato per il campionato europeo, manifestazione in cui scende in campo in ogni partita giocata dalla nazionale inglese; l'Inghilterra raggiunge la finale, ma esce battuta dall'Italia ai tiri di rigore per 3-2 dopo l'1-1 dei tempi supplementari.
Nel 2022 viene convocato anche per il campionato mondiale, giocando tutte le gare da titolare fino ai quarti di finale, dove la sua nazionale esce perdendo per 2-1 contro la Francia.
Il 26 marzo 2024, alla sua cinquantesima presenza nella nazionale inglese, indossa per la prima volta la fascia di capitano in occasione dell'amichevole pareggiata 2-2 contro il Belgio.
Rice è tra i convocati all'Euro 2024 ottenendo l'argento, si rivela determinate ai quarti di finale, infatti in svantaggio di una rete egli fornisce al proprio compagno di squadra Bukayo Saka l'assist con cui quest'ultimo segna il gol del 1-1 nel secondo tempo, permettendo alla partita di protrarsi ai supplementari e ai rigori dove l'Inghilterra vince per 5-3.

## Statistiche

### Presenze e reti nei club
Statistiche aggiornate al 12 marzo 2025.
| Stagione            | Squadra             | Campionato          | Campionato | Campionato | Coppe nazionali | Coppe nazionali | Coppe nazionali | Coppe continentali | Coppe continentali | Coppe continentali | Altre coppe | Altre coppe | Altre coppe | Totale | Totale |
| Stagione            | Squadra             | Comp                | Pres       | Reti       | Comp            | Pres            | Reti            | Comp               | Pres               | Reti               | Comp        | Pres        | Reti        | Pres   | Reti   |
| ------------------- | ------------------- | ------------------- | ---------- | ---------- | --------------- | --------------- | --------------- | ------------------ | ------------------ | ------------------ | ----------- | ----------- | ----------- | ------ | ------ |
| 2016-2017           | West Ham Utd        | PL                  | 1          | 0          | FACup+CdL       | -               | -               | -                  | -                  | -                  | -           | -           | -           | 1      | 0      |
| 2017-2018           | West Ham Utd        | PL                  | 26         | 0          | FACup+CdL       | 1+4             | 0               | -                  | -                  | -                  | -           | -           | -           | 31     | 0      |
| 2018-2019           | West Ham Utd        | PL                  | 34         | 2          | FACup+CdL       | 1+3             | 0               | -                  | -                  | -                  | -           | -           | -           | 38     | 2      |
| 2019-2020           | West Ham Utd        | PL                  | 38         | 1          | FACup+CdL       | 2+0             | 0               | -                  | -                  | -                  | -           | -           | -           | 40     | 1      |
| 2020-2021           | West Ham Utd        | PL                  | 32         | 2          | FACup+CdL       | 2+1             | 0               | -                  | -                  | -                  | -           | -           | -           | 35     | 2      |
| 2021-2022           | West Ham Utd        | PL                  | 36         | 1          | FACup+CdL       | 3+1             | 1+0             | UEL                | 10                 | 3                  | -           | -           | -           | 50     | 5      |
| 2022-2023           | West Ham Utd        | PL                  | 37         | 4          | FACup+CdL       | 2+0             | 0               | UECL               | 11                 | 1                  | -           | -           | -           | 50     | 5      |
| Totale West Ham Utd | Totale West Ham Utd | Totale West Ham Utd | 204        | 10         |                 | 20              | 1               |                    | 21                 | 4                  |             | -           | -           | 245    | 15     |
| 2023-2024           | Arsenal             | PL                  | 38         | 7          | FACup+CdL       | 1+1             | 0               | UCL                | 10                 | 0                  | CS          | 1           | 0           | 51     | 7      |
| 2024-2025           | Arsenal             | PL                  | 28         | 4          | FACup+CdL       | 1+3             | 0+1             | UCL                | 10                 | 4                  | -           | -           | -           | 42     | 9      |
| Totale Arsenal      | Totale Arsenal      | Totale Arsenal      | 66         | 11         |                 | 6               | 1               |                    | 20                 | 4                  |             | 1           | 0           | 93     | 16     |
| Totale carriera     | Totale carriera     | Totale carriera     | 271        | 21         |                 | 26              | 2               |                    | 41                 | 8                  |             | 1           | 0           | 339    | 31     |

### Cronologia presenze e reti in nazionale

#### Irlanda
| Cronologia completa delle presenze e delle reti in nazionale ― Irlanda | Cronologia completa delle presenze e delle reti in nazionale ― Irlanda | Cronologia completa delle presenze e delle reti in nazionale ― Irlanda | Cronologia completa delle presenze e delle reti in nazionale ― Irlanda | Cronologia completa delle presenze e delle reti in nazionale ― Irlanda | Cronologia completa delle presenze e delle reti in nazionale ― Irlanda | Cronologia completa delle presenze e delle reti in nazionale ― Irlanda | Cronologia completa delle presenze e delle reti in nazionale ― Irlanda |
| Data                                                                   | Città                                                                  | In casa                                                                | Risultato                                                              | Ospiti                                                                 | Competizione                                                           | Reti                                                                   | Note                                                                   |
| ---------------------------------------------------------------------- | ---------------------------------------------------------------------- | ---------------------------------------------------------------------- | ---------------------------------------------------------------------- | ---------------------------------------------------------------------- | ---------------------------------------------------------------------- | ---------------------------------------------------------------------- | ---------------------------------------------------------------------- |
| 23-3-2018                                                              | Adalia                                                                 | Turchia                                                                | 1 – 0                                                                  | Irlanda                                                                | Amichevole                                                             | -                                                                      |                                                                        |
| 28-5-2018                                                              | Saint-Denis                                                            | Francia                                                                | 2 – 0                                                                  | Irlanda                                                                | Amichevole                                                             | -                                                                      |                                                                        |
| 2-6-2018                                                               | Dublino                                                                | Irlanda                                                                | 2 – 1                                                                  | Stati Uniti                                                            | Amichevole                                                             | -                                                                      |                                                                        |
| Totale                                                                 |                                                                        | Presenze                                                               | 3                                                                      |                                                                        | Reti                                                                   | 0                                                                      |                                                                        |

#### Inghilterra
| Cronologia completa delle presenze e delle reti in nazionale ― Inghilterra | Cronologia completa delle presenze e delle reti in nazionale ― Inghilterra | Cronologia completa delle presenze e delle reti in nazionale ― Inghilterra | Cronologia completa delle presenze e delle reti in nazionale ― Inghilterra | Cronologia completa delle presenze e delle reti in nazionale ― Inghilterra | Cronologia completa delle presenze e delle reti in nazionale ― Inghilterra | Cronologia completa delle presenze e delle reti in nazionale ― Inghilterra | Cronologia completa delle presenze e delle reti in nazionale ― Inghilterra |
| Data                                                                       | Città                                                                      | In casa                                                                    | Risultato                                                                  | Ospiti                                                                     | Competizione                                                               | Reti                                                                       | Note                                                                       |
| -------------------------------------------------------------------------- | -------------------------------------------------------------------------- | -------------------------------------------------------------------------- | -------------------------------------------------------------------------- | -------------------------------------------------------------------------- | -------------------------------------------------------------------------- | -------------------------------------------------------------------------- | -------------------------------------------------------------------------- |
| 22-3-2019                                                                  | Londra                                                                     | Inghilterra                                                                | 5 – 0                                                                      | Rep. Ceca                                                                  | Qual. Euro 2020                                                            | -                                                                          | 63’                                                                        |
| 25-3-2019                                                                  | Podgorica                                                                  | Montenegro                                                                 | 1 – 5                                                                      | Inghilterra                                                                | Qual. Euro 2020                                                            | -                                                                          |                                                                            |
| 6-6-2019                                                                   | Guimarães                                                                  | Paesi Bassi                                                                | 3 – 1 dts                                                                  | Inghilterra                                                                | UEFA Nations League 2018-2019 - Semifinale                                 | -                                                                          | 106’                                                                       |
| 7-9-2019                                                                   | Londra                                                                     | Inghilterra                                                                | 4 – 0                                                                      | Bulgaria                                                                   | Qual. Euro 2020                                                            | -                                                                          |                                                                            |
| 10-9-2019                                                                  | Southampton                                                                | Inghilterra                                                                | 5 – 3                                                                      | Kosovo                                                                     | Qual. Euro 2020                                                            | -                                                                          |                                                                            |
| 11-10-2019                                                                 | Praga                                                                      | Rep. Ceca                                                                  | 2 – 1                                                                      | Inghilterra                                                                | Qual. Euro 2020                                                            | -                                                                          | 88’                                                                        |
| 17-11-2019                                                                 | Pristina                                                                   | Kosovo                                                                     | 0 – 4                                                                      | Inghilterra                                                                | Qual. Euro 2020                                                            | -                                                                          |                                                                            |
| 5-9-2020                                                                   | Reykjavík                                                                  | Islanda                                                                    | 0 – 1                                                                      | Inghilterra                                                                | UEFA Nations League 2020-2021 - 1º turno                                   | -                                                                          |                                                                            |
| 8-9-2020                                                                   | Copenaghen                                                                 | Danimarca                                                                  | 0 – 0                                                                      | Inghilterra                                                                | UEFA Nations League 2020-2021 - 1º turno                                   | -                                                                          |                                                                            |
| 11-10-2020                                                                 | Londra                                                                     | Inghilterra                                                                | 2 – 1                                                                      | Belgio                                                                     | UEFA Nations League 2020-2021 - 1º turno                                   | -                                                                          | 32’                                                                        |
| 14-10-2020                                                                 | Londra                                                                     | Inghilterra                                                                | 0 – 1                                                                      | Danimarca                                                                  | UEFA Nations League 2020-2021 - 1º turno                                   | -                                                                          | 76’                                                                        |
| 15-11-2020                                                                 | Lovanio                                                                    | Belgio                                                                     | 2 – 0                                                                      | Inghilterra                                                                | UEFA Nations League 2020-2021 - 1º turno                                   | -                                                                          |                                                                            |
| 18-11-2020                                                                 | Londra                                                                     | Inghilterra                                                                | 4 – 0                                                                      | Islanda                                                                    | UEFA Nations League 2020-2021 - 1º turno                                   | 1                                                                          |                                                                            |
| 28-3-2021                                                                  | Tirana                                                                     | Albania                                                                    | 0 – 2                                                                      | Inghilterra                                                                | Qual. Mondiali 2022                                                        | -                                                                          |                                                                            |
| 31-3-2021                                                                  | Londra                                                                     | Inghilterra                                                                | 2 – 1                                                                      | Polonia                                                                    | Qual. Mondiali 2022                                                        | -                                                                          |                                                                            |
| 2-6-2021                                                                   | Middlesbrough                                                              | Inghilterra                                                                | 1 – 0                                                                      | Austria                                                                    | Amichevole                                                                 | -                                                                          | 62’                                                                        |
| 6-6-2021                                                                   | Middlesbrough                                                              | Inghilterra                                                                | 1 – 0                                                                      | Romania                                                                    | Amichevole                                                                 | -                                                                          | 65’                                                                        |
| 13-6-2021                                                                  | Londra                                                                     | Inghilterra                                                                | 1 – 0                                                                      | Croazia                                                                    | Euro 2020 - 1º turno                                                       | -                                                                          |                                                                            |
| 18-6-2021                                                                  | Londra                                                                     | Inghilterra                                                                | 0 – 0                                                                      | Scozia                                                                     | Euro 2020 - 1º turno                                                       | -                                                                          |                                                                            |
| 22-6-2021                                                                  | Londra                                                                     | Rep. Ceca                                                                  | 0 – 1                                                                      | Inghilterra                                                                | Euro 2020 - 1º turno                                                       | -                                                                          | 46’                                                                        |
| 29-6-2021                                                                  | Londra                                                                     | Inghilterra                                                                | 2 – 0                                                                      | Germania                                                                   | Euro 2020 - Ottavi di finale                                               | -                                                                          | 8’ 88’                                                                     |
| 3-7-2021                                                                   | Roma                                                                       | Ucraina                                                                    | 0 – 4                                                                      | Inghilterra                                                                | Euro 2020 - Quarti di finale                                               | -                                                                          | 57’                                                                        |
| 7-7-2021                                                                   | Londra                                                                     | Inghilterra                                                                | 2 – 1 dts                                                                  | Danimarca                                                                  | Euro 2020 - Semifinale                                                     | -                                                                          | 95’                                                                        |
| 11-7-2021                                                                  | Londra                                                                     | Italia                                                                     | 1 – 1 dts (3 – 2 dtr)                                                      | Inghilterra                                                                | Euro 2020 - Finale                                                         | -                                                                          | 74’                                                                        |
| 2-9-2021                                                                   | Budapest                                                                   | Ungheria                                                                   | 0 – 4                                                                      | Inghilterra                                                                | Qual. Mondiali 2022                                                        | 1                                                                          | 54’ 88’                                                                    |
| 8-9-2021                                                                   | Varsavia                                                                   | Polonia                                                                    | 1 – 1                                                                      | Inghilterra                                                                | Qual. Mondiali 2022                                                        | -                                                                          |                                                                            |
| 12-10-2021                                                                 | Londra                                                                     | Inghilterra                                                                | 1 – 1                                                                      | Ungheria                                                                   | Qual. Mondiali 2022                                                        | -                                                                          |                                                                            |
| 26-3-2022                                                                  | Londra                                                                     | Inghilterra                                                                | 2 – 1                                                                      | Svizzera                                                                   | Amichevole                                                                 | -                                                                          | 61’                                                                        |
| 29-3-2022                                                                  | Londra                                                                     | Inghilterra                                                                | 3 – 0                                                                      | Costa d'Avorio                                                             | Amichevole                                                                 | -                                                                          |                                                                            |
| 4-6-2022                                                                   | Budapest                                                                   | Ungheria                                                                   | 1 – 0                                                                      | Inghilterra                                                                | UEFA Nations League 2022-2023 - 1º turno                                   | -                                                                          |                                                                            |
| 7-6-2022                                                                   | Monaco di Baviera                                                          | Germania                                                                   | 1 – 1                                                                      | Inghilterra                                                                | UEFA Nations League 2022-2023 - 1º turno                                   | -                                                                          |                                                                            |
| 11-6-2022                                                                  | Wolverhampton                                                              | Inghilterra                                                                | 0 – 0                                                                      | Italia                                                                     | UEFA Nations League 2022-2023 - 1º turno                                   | -                                                                          | 65’                                                                        |
| 23-9-2022                                                                  | Milano                                                                     | Italia                                                                     | 1 – 0                                                                      | Inghilterra                                                                | UEFA Nations League 2022-2023 - 1º turno                                   | -                                                                          |                                                                            |
| 26-9-2022                                                                  | Londra                                                                     | Inghilterra                                                                | 3 – 3                                                                      | Germania                                                                   | UEFA Nations League 2022-2023 - 1º turno                                   | -                                                                          |                                                                            |
| 21-11-2022                                                                 | Al Rayyan                                                                  | Inghilterra                                                                | 6 – 2                                                                      | Iran                                                                       | Mondiali 2022 - 1º turno                                                   | -                                                                          |                                                                            |
| 25-11-2022                                                                 | Al Khawr                                                                   | Inghilterra                                                                | 0 – 0                                                                      | Stati Uniti                                                                | Mondiali 2022 - 1º turno                                                   | -                                                                          |                                                                            |
| 29-11-2022                                                                 | Al Rayyan                                                                  | Galles                                                                     | 0 – 3                                                                      | Inghilterra                                                                | Mondiali 2022 - 1º turno                                                   | -                                                                          | 58’                                                                        |
| 4-12-2022                                                                  | Al Khor                                                                    | Inghilterra                                                                | 3 – 0                                                                      | Senegal                                                                    | Mondiali 2022 - Ottavi di finale                                           | -                                                                          |                                                                            |
| 10-12-2022                                                                 | Al Khor                                                                    | Inghilterra                                                                | 1 – 2                                                                      | Francia                                                                    | Mondiali 2022 - Quarti di finale                                           | -                                                                          |                                                                            |
| 23-3-2023                                                                  | Napoli                                                                     | Italia                                                                     | 1 – 2                                                                      | Inghilterra                                                                | Qual. Euro 2024                                                            | 1                                                                          | 29’                                                                        |
| 26-3-2023                                                                  | Londra                                                                     | Inghilterra                                                                | 2 – 0                                                                      | Ucraina                                                                    | Qual. Euro 2024                                                            | -                                                                          |                                                                            |
| 16-6-2023                                                                  | Ta' Qali                                                                   | Malta                                                                      | 0 – 4                                                                      | Inghilterra                                                                | Qual. Euro 2024                                                            | -                                                                          |                                                                            |
| 19-6-2023                                                                  | Manchester                                                                 | Inghilterra                                                                | 7 – 0                                                                      | Macedonia del Nord                                                         | Qual. Euro 2024                                                            | -                                                                          | 58’                                                                        |
| 9-9-2023                                                                   | Breslavia                                                                  | Ucraina                                                                    | 1 – 1                                                                      | Inghilterra                                                                | Qual. Euro 2024                                                            | -                                                                          |                                                                            |
| 12-9-2023                                                                  | Glasgow                                                                    | Scozia                                                                     | 1 – 3                                                                      | Inghilterra                                                                | Amichevole                                                                 | -                                                                          |                                                                            |
| 17-10-2023                                                                 | Londra                                                                     | Inghilterra                                                                | 3 – 1                                                                      | Italia                                                                     | Qual. Euro 2024                                                            | -                                                                          |                                                                            |
| 17-11-2023                                                                 | Londra                                                                     | Inghilterra                                                                | 2 – 0                                                                      | Malta                                                                      | Qual. Euro 2024                                                            | -                                                                          | 61’                                                                        |
| 20-11-2023                                                                 | Skopje                                                                     | Macedonia del Nord                                                         | 1 – 1                                                                      | Inghilterra                                                                | Qual. Euro 2024                                                            | -                                                                          |                                                                            |
| 23-3-2024                                                                  | Londra                                                                     | Inghilterra                                                                | 0 – 1                                                                      | Brasile                                                                    | Amichevole                                                                 | -                                                                          |                                                                            |
| 26-3-2024                                                                  | Londra                                                                     | Inghilterra                                                                | 2 – 2                                                                      | Belgio                                                                     | Amichevole                                                                 | -                                                                          | cap.                                                                       |
| 7-6-2024                                                                   | Londra                                                                     | Inghilterra                                                                | 0 – 1                                                                      | Islanda                                                                    | Amichevole                                                                 | -                                                                          |                                                                            |
| 16-6-2024                                                                  | Gelsenkirchen                                                              | Serbia                                                                     | 0 – 1                                                                      | Inghilterra                                                                | Euro 2024 - 1º turno                                                       | -                                                                          |                                                                            |
| 20-6-2024                                                                  | Francoforte sul Meno                                                       | Danimarca                                                                  | 1 – 1                                                                      | Inghilterra                                                                | Euro 2024 - 1º turno                                                       | -                                                                          |                                                                            |
| 25-6-2024                                                                  | Colonia                                                                    | Inghilterra                                                                | 0 – 0                                                                      | Slovenia                                                                   | Euro 2024 - 1º turno                                                       | -                                                                          |                                                                            |
| 30-6-2024                                                                  | Gelsenkirchen                                                              | Inghilterra                                                                | 2 – 1 dts                                                                  | Slovacchia                                                                 | Euro 2024 - Ottavi di finale                                               | -                                                                          |                                                                            |
| 6-7-2024                                                                   | Düsseldorf                                                                 | Inghilterra                                                                | 1 – 1 dts (5 – 3 dtr)                                                      | Svizzera                                                                   | Euro 2024 - Quarti di finale                                               | -                                                                          |                                                                            |
| 10-7-2024                                                                  | Dortmund                                                                   | Paesi Bassi                                                                | 1 – 2                                                                      | Inghilterra                                                                | Euro 2024 - Semifinale                                                     | -                                                                          |                                                                            |
| 14-7-2024                                                                  | Berlino                                                                    | Spagna                                                                     | 2 – 1                                                                      | Inghilterra                                                                | Euro 2024 - Finale                                                         | -                                                                          |                                                                            |
| 7-9-2024                                                                   | Dublino                                                                    | Irlanda                                                                    | 0 – 2                                                                      | Inghilterra                                                                | UEFA Nations League 2024-2025 - 1º turno                                   | 1                                                                          |                                                                            |
| 10-9-2024                                                                  | Londra                                                                     | Inghilterra                                                                | 2 – 0                                                                      | Finlandia                                                                  | UEFA Nations League 2024-2025 - 1º turno                                   | -                                                                          |                                                                            |
| 10-10-2024                                                                 | Londra                                                                     | Inghilterra                                                                | 1 – 2                                                                      | Grecia                                                                     | UEFA Nations League 2024-2025 - 1º turno                                   | -                                                                          | 53’                                                                        |
| 13-10-2024                                                                 | Helsinki                                                                   | Finlandia                                                                  | 1 – 3                                                                      | Inghilterra                                                                | UEFA Nations League 2024-2025 - 1º turno                                   | 1                                                                          | 85’                                                                        |
| 21-3-2025                                                                  | Londra                                                                     | Inghilterra                                                                | 2 – 0                                                                      | Albania                                                                    | Qual. Mondiali 2026                                                        | -                                                                          | 82’                                                                        |
| 24-3-2025                                                                  | Londra                                                                     | Inghilterra                                                                | 3 – 0                                                                      | Lettonia                                                                   | Qual. Mondiali 2026                                                        | -                                                                          | 79’                                                                        |
| 7-6-2025                                                                   | Cornellà de Llobregat                                                      | Andorra                                                                    | 0 – 1                                                                      | Inghilterra                                                                | Qual. Mondiali 2026                                                        | -                                                                          | 80’                                                                        |
| 10-6-2025                                                                  | West Bridgford                                                             | Inghilterra                                                                | 1 – 3                                                                      | Senegal                                                                    | Amichevole                                                                 | -                                                                          | 71’                                                                        |
| Totale                                                                     |                                                                            | Presenze                                                                   | 66                                                                         |                                                                            | Reti                                                                       | 5                                                                          |                                                                            |

## Palmarès

### Club

#### Competizioni nazionali
- Community Shield: 1

Arsenal: 2023

#### Competizioni internazionali
- UEFA Conference League: 1

West Ham: 2022-2023

### Individuale
- Squadra della stagione della UEFA Europa League: 1

2021-2022
- Calciatore della stagione della UEFA Europa Conference League: 1

2022-2023
- Squadra della stagione della UEFA Europa Conference League: 1

2022-2023
- Squadra della stagione della UEFA Champions League: 1

2024-2025
- PFA Premier League Team of the Year: 1

2024-2025